# 奈良井正巳
奈良井 正巳（ならい まさみ、1968年 - ）は、ABCリブラ東京支社長。以前は、朝日放送テレビ東京制作部長、制作局テレビ制作部所属。『探偵!ナイトスクープ』のチーフプロデューサーを務めたことで知られる。

## 来歴・人物
兵庫県明石市出身。兵庫県立明石北高等学校、立命館大学産業社会学部卒業。立命館大学在学中は学生劇団「立命芸術劇場」に所属。当初はアナウンサー志望だったが、最終のカメラテストまで進んだ朝日放送から「総合職でもいいから来ないか」と誘われ、1991年に朝日放送入社。
ラジオ局に所属し、ラジオ番組のディレクターを経て、制作局に所属。数々のテレビ番組のディレクター・プロデューサーを経験。その後、東京支社へ異動し、プロデューサーとしてバラエティ番組やテレビドラマを手掛けた。
制作局テレビ制作部に戻り、制作局担当部長兼チーフプロデューサー、東京制作部長を経て、ABCリブラに出向し現職。

## 現在の担当番組
- これって私だけ?（プロデューサー）
- 魚が食べたい!〜地魚さがして3000港〜（チーフプロデューサー）

## 過去の担当番組
- 探偵!ナイトスクープ （チーフプロデューサー）※以前はディレクターを務めた事があった。→プロデューサー など
- 世界痛快伝説!!運命のダダダダーン! （プロデューサー）
- 笑いの金メダル（プロデューサー）
- 大改造!!劇的ビフォーアフター （プロデューサー）
- にっぽん菜発見 そうだ、自然に帰ろう（プロデューサー）
- 志村&所の戦うお正月（ディレクター）
- 世界プチくら!（プロデューサー）
- トリハダ 〜感じるボロ〜ン〜 （プロデューサー）
- 芸能人格付けチェック（プロデューサー）
- 富豪刑事デラックス（プロデューサー）
- レガッタ〜君といた永遠〜（プロデューサー）
- 松本清張・最終章 わるいやつら（プロデューサー）
- 女帝（プロデューサー）
- ギラギラ（プロデューサー）
- コールセンターの恋人（プロデューサー）
- 炎の警備隊長・五十嵐杜夫（プロデューサー）
- 100の資格を持つ女〜ふたりのバツイチ殺人捜査〜 （プロデューサー）
- 東西芸人いきなり!2人旅（プロデューサー）
- 熱血!人情派コメディ しゃかりき駐在さん（プロデューサー）
- 朝だ!生です旅サラダ（プロデューサー）
- コヤブ歴史堂〜にゃんたの（秘）ファイル〜
- ジモイチドライブ〜地元の一番でおもてなし旅〜（プロデューサー）
- ハッキリ5〜そんなに好かれていない5人が世界を救う〜（プロデューサー）
- LIFE〜夢のカタチ〜（プロデューサー）